# Calberlah
Calberlah település Németországban, azon belül Alsó-Szászország tartományban. Lakosainak száma 5399 fő (2023. december 31.). Calberlah Lehre, Meine, Isenbüttel, Sassenburg, Osloß, Wolfsburg és Wasbüttel községekkel határos.

## Népesség
A település népességének változása:
| Lakosok száma | 4996 | 5015 | 5064 | 5283 | 5394 | 5399 |
|               | 2016 | 2017 | 2019 | 2021 | 2022 | 2023 |